# Funaria flavicans
Funaria flavicans là một loài Rêu trong họ Funariaceae. Loài này được Michx. mô tả khoa học đầu tiên năm 1803.